# 伊塔佩米林 (聖埃斯皮里圖州)
21°00′39″S 40°50′02″W / 21.01083°S 40.83389°W

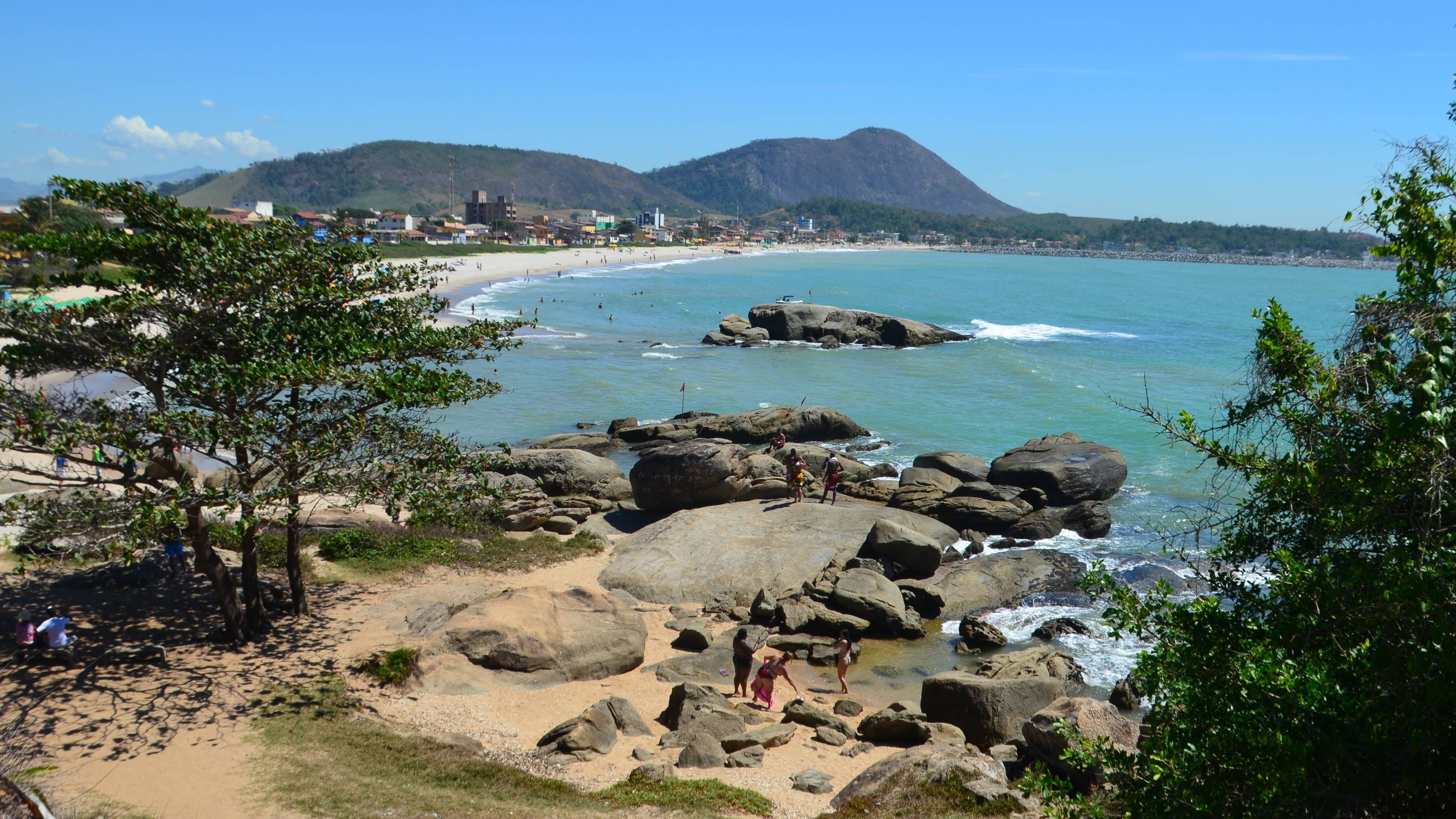
伊塔佩米林

伊塔佩米林（葡萄牙語：Itapemirim），是巴西的城鎮，位於該國東南部，由聖埃斯皮里圖州負責管轄，始建於1815年，面積562平方公里，海拔高度4米，2010年人口30,988，人口密度每平方公里55.15人。